# 52681 Kelleghan
52681 Kelleghan è un asteroide della fascia principale. Scoperto nel 1998, presenta un'orbita caratterizzata da un semiasse maggiore pari a 3,1810618 au e da un'eccentricità di 0,1369882, inclinata di 0,92402° rispetto all'eclittica.